# Chaponost

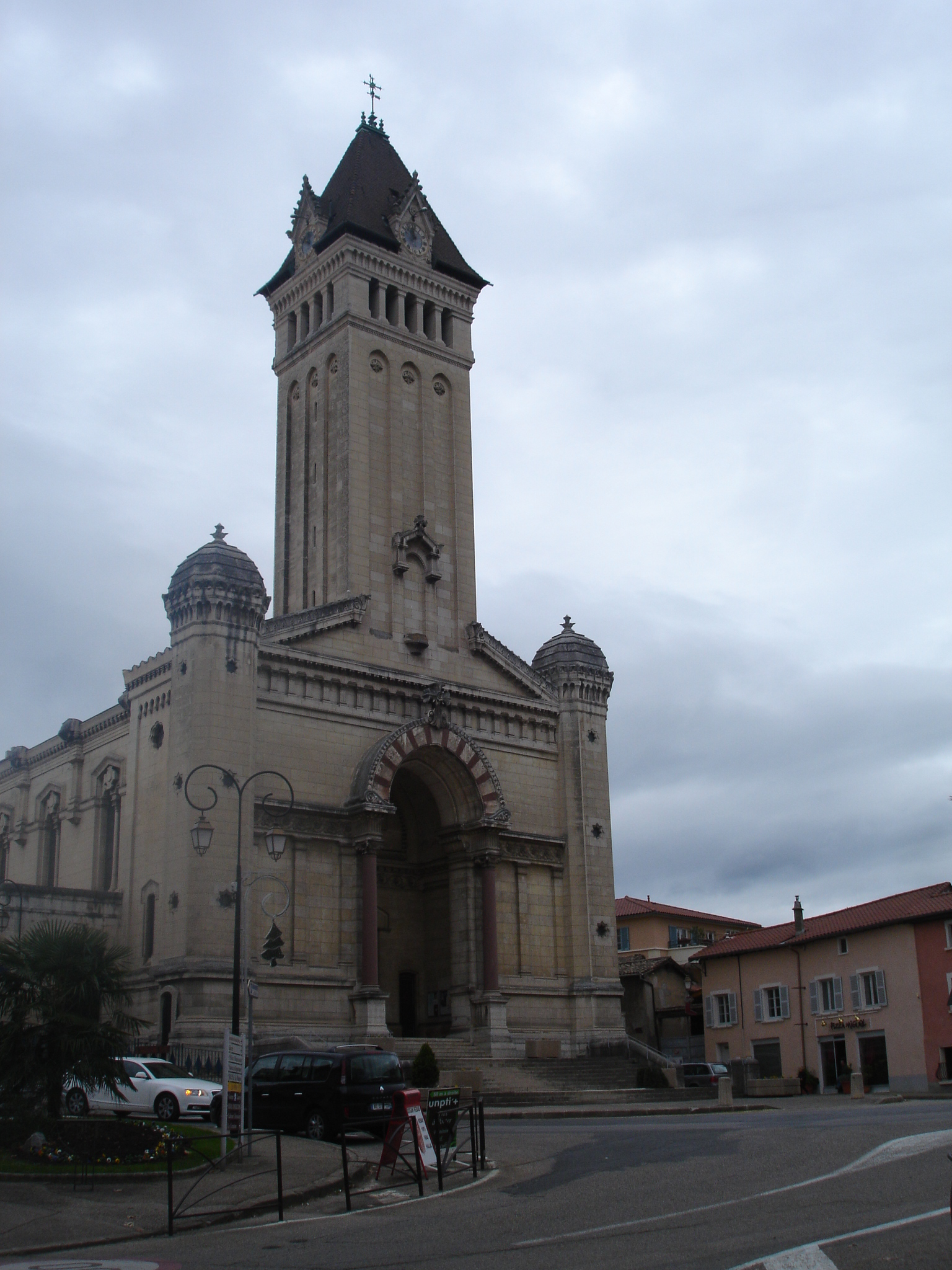
Kościół w Chaponost, 2009

Chaponost – miejscowość i gmina we Francji, w regionie Owernia-Rodan-Alpy, w departamencie Rodan, na południowy zachód od Lyonu.
Według danych na rok 1990 gminę zamieszkiwało 6911 osób, a gęstość zaludnienia wynosiła 423 os./km² (wśród 2880 gmin regionu Rodan-Alpy Chaponost plasuje się na 117. miejscu pod względem liczby ludności, natomiast pod względem powierzchni na miejscu 690.).